# August Dehne (Politiker)
August Dehne (* 25. Oktober 1830 in Wien; † 13. Mai 1917 ebenda) war Gutsbesitzer und Abgeordneter zum Österreichischen Abgeordnetenhaus.

## Leben
August Dehne war Sohn des Zuckerbäckers August Dehne (1796–1875). Er ging von 1840 bis 1846 in das Schottengymnasium in Wien und besuchte von 1846 bis 1848 Philosophische Jahrgänge an der Universität Wien. Von 1848 bis 1849 studierte er Rechtswissenschaft an der Universität Graz, wurde aber nach der Veranstaltung einer Feier zum 13. März relegiert. Danach studierte er an der Universität Leipzig und ab 1850 in Heidelberg. Im Jahr 1851 promovierte er zum Dr. iur. in Heidelberg und im Jahr 1858 zum Dr. iur. in Wien. Ab 1852 wurde er Advokaturskonzipient in Wien und von 1854 bis 1857 Gutspächter in der Steiermark. Im Jahr 1856 war er Mitgründer und Verwaltungsrat der Wolfsegg-Traunthaler Kohlenwerks- und Eisenbahn-Gesellschaft. Im August 1858 trat er in die Finanzprokuratur Wien ein, aber schon im Oktober 1858 wurde er an die Finanzprokuratur Linz versetzt. 1861 trat er aus dem Staatsdienst aus und kaufte das Gut Puchberg (heute ein Stadtteil von Wels). Nachdem er dieses Gut im Jahr 1877 verkauft hatte, kaufte er 1878 das Gut Marbach (heute in der Gemeinde Ried in der Riedmark), das er aber ebenfalls (im Jahr 1890) verkaufte. Im Jahr 1871 wurde er Mitgründer und Verwaltungsrat, 1890 Vizepräsident und 1914 Präsident der Neugedeiner Schafwollwaren-Fabrik, Streich- u. Kammgarnspinnerei AG.
Im Jahr 1868 war er Mitglied des liberal-politischen Vereins in Wels.
August Dehne war von 1867 bis 1870 und von 1871 bis 1883 Mitglied im Oberösterreichischen Landtag (II., III., V. und VI. Wahlperiode). Im Jahr 1870 und von 1871 bis 1874 war er im Landesausschuss und von 1864 bis 1870 war er Bürgermeister von Puchberg.
Er starb am 13. Mai 1917 im Alter von 86 Jahren an Altersschwäche.
Er war römisch-katholisch und ab 1858 verheiratet mit Angelika (Angelique) Herzfeld, mit der er zwei Töchter und vier Söhne hatte, wobei ein Sohn schon 1908 gestorben ist. Sein Schwager war der Marineoffizier und Generalkonsul Stefan Ritter von Herzfeld (1825–1903).

## Politische Funktionen
August Dehne war vom 20. Mai 1867 bis zum 21. Mai 1870 und vom 22. Oktober 1878 bis zur Aberkennung seines Mandats am 10. Mai 1880 Abgeordneter des Abgeordnetenhauses im Reichsrat (II., V. und VI. Legislaturperiode) und war dort in der II. Legislaturperiode für die Kurie Oberösterreich, Landgemeinden (Linz, Ottensheim, Urfahr, Grein, Pregarten, Mauthausen, Perg, Freistadt, Weißenbach, Leonfelden, Rohrbach, Neufelden, Lembach, Haslach, Aigen, Wels, Eferding, Grieskirchen, Waizenkirchen, Lambach, Steyr, Weyer, Kremsmünster, St. Florian, Neuhofen, Enns, Kirchdorf, Grünburg, Windischgarsten) und in der V. und VI. Legislaturperiode für die Kurie Oberösterreich, Großgrundbesitz zuständig. In der V. Legislaturperiode war er der Nachfolger des zurückgetretenen Rudolf Freiherr von Handel.

## Klubmitgliedschaften
August Dehne war ab 1867 im Herbst-Kaiserfeld'schen Klub, ab dem 2. Oktober 1867 im Klub der Linken, ab dem 27. Januar 1869 im Klub der neuen Linken, ab 1878 im Neuen Fortschrittsklub und ab 1879 im Klub der Vereinigten Fortschrittspartei.